# Tarek Ghoul
Tarek Ghoul, né le 6 janvier 1975 à El-Harrach dans la wilaya d'Alger est un footballeur international algérien, qui évoluait au poste d'arrière gauche.
Il compte 23 sélections en équipe nationale entre 1995 et 2003 en inscrivant un but.

## Biographie

### Carrière en sélection
Avec l'équipe d'Algérie, il dispute 23 matchs (pour un but inscrit) entre 1995 et 2003. Il figure notamment dans le groupe des 23 joueurs lors des CAN de 1996 et 1998.

## Palmarès
- Champion d'Algérie en 2002 et 2003 avec l'USM Alger.
- Vainqueur de la Coupe d'Algérie en 1997, 1999, 2001, 2003 et 2004 avec l'USM Alger.